# Colladonus bicinctus
Colladonus bicinctus är en insektsart som beskrevs av Delong 1946. Colladonus bicinctus ingår i släktet Colladonus och familjen dvärgstritar. Inga underarter finns listade i Catalogue of Life.